# Risto Björlin
Risto Uolevi Björlin (* 9. prosince 1944 Vaasa) je bývalý finský zápasník, reprezentant v zápase řecko-římském.
Třikrát startoval na olympijských hrách. V Tokiu v roce 1964 byl vyřazen ve druhém kole, v Mexiku v roce 1968 byl vyřazen ve čtvrtém kole. V roce 1972 v Mnichově vybojoval v kategorii do 57 kg bronzovou medaili. Na mistrovství Evropy vybojoval bronz v roce 1968, zlato v roce 1969 a stříbro v roce 1974. Šestkrát startoval na mistrovství světa, kde se nejlépe umístil na 6. místě (v letech 1967, 1970). Na domácích šampionátech vybojoval 1ě podiových umístění, přičemž na titul dosáhnul ve třech případech (1963, 1970 a 1976).